# Giorgos Karagounis
Giorgos Karagounis (griechisch Γιώργος Καραγκούνης; * 6. März 1977 in Pyrgos) ist ein ehemaliger griechischer Fußballspieler. Mit 139 Länderspielen ist er Griechenlands Rekordnationalspieler.

## Karriere

### Verein
Giorgos Karagounis spielte von 1998 bis Mitte 2003 bei Panathinaikos Athen und wechselte dann zu Inter Mailand. 2005 wechselte er von Mailand aus zu Benfica Lissabon. Nach der Saison 2006/07 wurde sein Vertrag bei Benfica aufgelöst und Karagounis wechselte zurück in seine Heimat zu Panathinaikos Athen, mit denen er 2010 neben der Meisterschaft auch den Pokal gewinnen konnte. Nachdem sein Vertrag ausgelaufen war, unterschrieb er am 11. September 2012 beim FC Fulham einen Vertrag bis Saisonende.

### Nationalmannschaft
Sein Debüt in der griechischen Nationalmannschaft gab Karagounis am 20. August 1999 bei einem Freundschaftsspiel gegen die Auswahl El Salvadors, welche Griechenland mit 3:0 für sich entscheiden konnte. Sein erstes Tor im Nationaldress gelang Karagounis in seinem zwölften Länderspiel am 5. September 2001 bei einer WM-Qualifikationsbegegnung in Finnland, welche auch gleichzeitig das erste Spiel Griechenlands unter Otto Rehhagel war.
Als feste Größe in Rehhagels Mannschaft wurde Karagounis 2004 in den Kader für die Europameisterschaft in Portugal berufen und erzielte im Eröffnungsspiel gegen die gastgebende Mannschaft bereits in der sechsten Minute die 1:0-Führung. Von den insgesamt sechs EM-Begegnungen verpasste Karagounis aufgrund von Gelbsperren zwei – darunter auch das für Griechenland erfolgreiche Finale gegen Portugal.
2005 nahm Karagounis am Konföderationen-Pokal in Deutschland teil. Bei der Europameisterschaft 2008 in Österreich und der Schweiz gehörte Karagounis ebenfalls zur Stammformation Griechenlands.
Am 8. Oktober 2010 absolvierte Karagounis beim Qualifikationsspiel für die Europameisterschaft 2012 sein 100. Länderspiel. Er wurde damit nach Theodoros Zagorakis und Angelos Basinas der dritte Grieche mit mindestens 100 Partien für die Nationalmannschaft. Gegner beim 1:0-Heimsieg war die Auswahl Lettlands. Auch bei der Europameisterschaft 2012 gehörte er zum Kader der Nationalmannschaft. Bei diesem Turnier hatte er am 16. Juni 2012 im dritten Gruppenspiel gegen Russland nicht nur seinen 120. Einsatz, womit er mit Rekordnationalspieler Theodoros Zagorakis gleichzog, sondern sorgte auch als Torschütze zum 1:0-Sieg für den Einzug ins Viertelfinale. Allerdings war er für das Viertelfinale gesperrt, da er gegen Russland die zweite Gelbe Karte erhalten hatte. Am 12. Oktober 2012 absolvierte er gegen Bosnien und Herzegowina sein 121. Länderspiel und ist seitdem alleiniger Rekordhalter. Nach dem Ausscheiden im Achtelfinale der Fußball-Weltmeisterschaft 2014 gegen Costa Rica am 29. Juni 2014 trat der Mannschaftskapitän aus der Nationalmannschaft zurück und beendete seine internationale Karriere.

## Titel

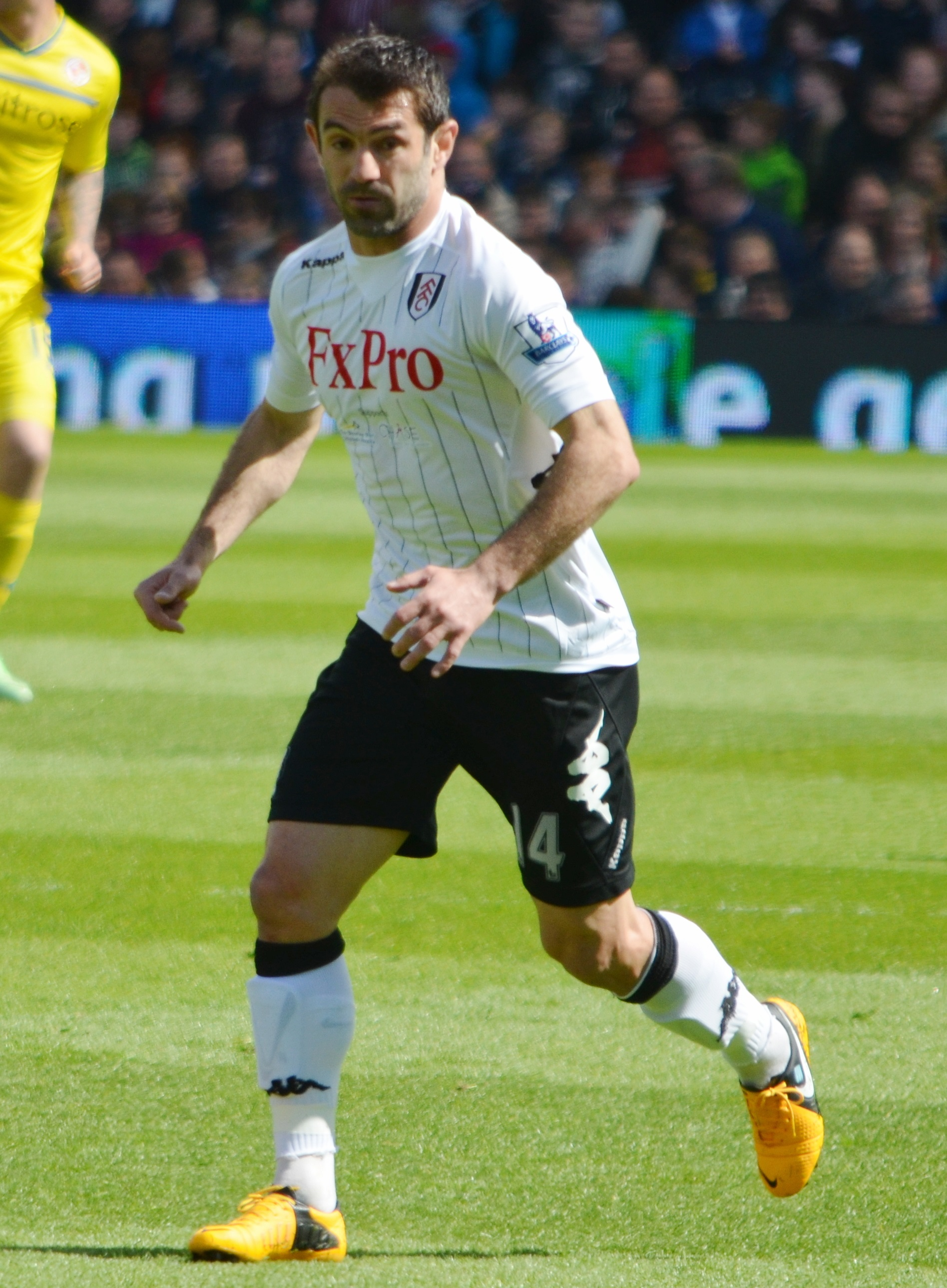
Karagounis im Trikot des FC Fulham

- Griechischer Meister: 1995/96, 2009/10
- Griechischer Pokalsieger: 2009/10
- Europameister: 2004
- Italienischer Pokalsieger: 2004/05
- Portugiesischer Supercupsieger: 2005